# Aincille
Aincille (en euskera Aintzila) es una localidad y comuna francesa, situada en el departamento de Pirineos Atlánticos, en la región de Aquitania. Pertenece al territorio histórico vascofrancés de Baja Navarra.
Administrativamente, también depende del Distrito de Bayona y del cantón de Montaña Vasca.

## Heráldica
Cuartelado: 1º, en campo de azur, un puente de oro, mazonado de sable, puesto sobre una onda de plata y acompañado en el jefe de tres estrellas de plata, puestas en faja; 2º, en campo de oro, un águila explayada de sable; 3º, en campo de sinople, una vaca de oro, acorallada de azur y surmontada de un cordero de su color natural, cornado de oro, y 4º, en campo de azur, una iglesia de oro, aclarada de sable.

## Demografía
| Gráfica de evolución demográfica de Aincille entre 1800 y 2012 |
|                                                                |

Fuentes: Ldh/EHESS/Cassini e INSEE.